# Livin' la Vida Loca
Livin' la Vida Loca (šílený život) je píseň Portorického zpěváka Rickyho Martina z jeho debutového stejnojmenného alba anglického jazyka a páté nahrávky. Produkce se ujali producenti Desmond Child a dlouhodobý spolupracovník Draco Rosa.
Píseň je obecně vnímána jako začátek exploze latinského popu v roce 1999. Další španělští umělci (první Enrique Iglesias, později Shakira a Thalia) měli tak o to snazší přechod na světový trh anglického jazyka. Dávno předtím, než jeho anglické album začalo trhat rekordy, byl Ricky dvanáctiletý fešák klučičí kapely Menudo, dospělý Ricky předvedl jedno z nejvýbušnějších vystoupení v televizní historii v roce 1999 při předávaní cen Grammy.
Celkem se celosvětově prodalo přes 8 milionů kusu (CD Singl), což se zapsalo jako rekord nejprodávanějších singlů všech dob.

## Tracklist
Promo CD Single
1. "Livin 'La Vida Loca" (Album Version) (4:03)
2. "Livin 'La Vida Loca" (Spanish Version) (4:03)

US CD Single
1. "Livin 'La Vida Loca" (Album Version) (4:03)
2. "Livin 'La Vida Loca" (Spanish Version) (4:03)

European CD single
1. "Livin' la Vida Loca" (Pablo Flores English Radio Edit) (4:07)
2. "Livin' la Vida Loca" (Scissorhands English Radio Mix) (3:43)

## Hitparádové úspěchy
"Livin 'La Vida Loca" stala se jeho prvním singlem, který se dostal na 1. příčku v žebříčku Billboard Hot 100, kde byl na 1. příčce po dobu pěti po sobě jdoucích týdnech,
také debutoval na prvním místě v hitparádě Latin Pop Songs, kde setrvala deset týdnů. Taktéž se dostal na 1. místo Hot Latin Songs kde setrvala devět týdnů. Dále se umístila na 1. příčce v UK Singles Chart a na 1. v Kanadě a Austrálií. Americká asociace RIAA ji udělila platinovou (CD) a zlatou (Digital) certifikaci.
Celkový prodej ve Spojeném království činil 832 000 kusů, píseň obdržela certifikací platinová deska.

## Videoklip
Video bylo režírované Wayne Ishamem.

## Umístění ve světě
| Hitparáda (1999)                             | Umístění |
| -------------------------------------------- | -------- |
| Anglie, UK Singles (Official Charts Company) | 1        |
| Kanada                                       | 1        |
| Kanada, Adult Contemporary                   | 1        |
| Kanada, Dance                                | 1        |
| Austrálie                                    | 1        |
| Evropa, (Eurochart Hot 100)                  | 4        |
| Norsko                                       | 1        |
| Itálie                                       | 5        |
| Nový Zéland                                  | -        |
| Finsko                                       | 7        |
| Španělsko                                    | 2        |
| US Billboard Hot 100                         | 1        |
| US Adult Pop Songs                           | 1        |
| US Hot Latin Songs                           | 1        |
| US Latin Pop Songs                           | 1        |
| US Billboard Pop Songs                       | 1        |
| Hitparáda (2008)                             | Umístění |
| Itálie                                       | 1        |

| Hitparáda (1999)           | Umístění |
| -------------------------- | -------- |
| Austrálie                  | 21       |
| Kanada                     | 1        |
| Kanada, Adult Contemporary | 14       |
| Francie                    | 34       |
| Anglie, UK Singles         | 34       |
| US Billboard Hot 100       | 10       |
| US Adult Pop Songs         | 14       |
| US Hot Latin Songs         | 5        |
| US Latin Pop Songs         | 2        |
| US Billboard Pop Songs     | 3        |

## Úryvek textu
Upside, inside out she's livin la vida loca
She'll push and pull you down, livin la vida loca
Her lips are devil red and her skin's the color mocha
She will wear you out livin la vida loca Come On!
Livin la vida loca, Come on!
She's livin la vida loca.